# L'eretica
L'eretica (La endemoniada) è un film spagnolo del 1975 diretto da Amando de Ossorio.

## Trama
Un'anziana donna, giunta in una chiesa, getta a terra alcuni candelabri, dopodiché ruba un calice. A poche ore dal fatto viene denunciato il rapimento di un bambino. Padre Juan, conferendo con la polizia sul fatto, mostra una radice di mandragora rinvenuta accanto alla culla del bimbo rapito, affermando che i responsabili del rapimento potrebbero appartenere ad una setta demoniaca.
La polizia sospetta di una maga, Madre Guiterre, famosa in città per le sue stregonerie. La donna braccata senza tregua, viene presto catturata. Condotta al commissariato, Madre Guiterre, pur di non rivelare nulla sul rapimento, si getta dalla finestra suicidandosi. La donna si lancia dalla finestra del commissariato gridando "Astaroth!". Una donna dai capelli neri, d'origine zingara, incontra al parco Susan, la figlia del Ministro degli Interni, consegnandole un amuleto di nome Astarot ed una collanina. Consegnatele gli oggetti, si fa giurare di non rivelare a nessuno l'accaduto; Susan giura.
Da quel momento, Susan inizia a cambiare atteggiamenti nei raffronti della famiglia e nei raffronti di Padre Juan, con cui, da sempre, aveva avuto un ottimo rapporto di confidenza. Padre Juan, osservati gli atteggiamenti della ragazza, si convince che Susan sia posseduta.
Susan, durante le successive notti, prende a comunicare con la misteriosa Madre Guiterre, attraverso l'amuleto; di lì a poco, riaccompagnata al parco ove aveva incontrato la strega zingara, Susan subisce il rito di iniziazione e, per convincere tutte le streghe presenti di essere anch'ella una strega, Susan, assume le sembianze di Madre Guiterre, dimostrando così di essere da questa posseduta.
A seguito del mutamento di carattere, Susan, viene affidata ad uno psichiatra di fama internazionale. Il medico sostiene che la bambina può essere affetta da epilessia, schizofrenia o, comunque, essere sotto l'effetto di potenti droghe.
La situazione peggiora ulteriormente quando Susan rapisce il cugino per sacrificarlo ad Astaroth. Padre Juan decide allora di intervenire come esorcista nel bel mezzo del Sabba...

## Distribuzione
- Uscita in Spagna : 3 marzo 1975
- Uscita negli USA : maggio 1976
- Uscita in Italia : 30 giugno 1978 (V.C. 71976 del 30/06/1978)